# سچن کاماک
سچن کاماک (به بلغاری: Sechen kamak) یک منطقهٔ مسکونی در بلغارستان است که در تریاونا واقع شده‌است.